# Георгий (Мисаилидис)
Митрополит Георгий (греч. Μητροπολίτης Γεώργιος Μισαηλίδης; 1882, Синоп, Османская империя — 30 сентября 1958, Афины) — епископ Элладской православной церкви (и формально Константинопольского патриархата), митрополит Драмский (1942—1958).

## Биография
Родился в 1882 году в городе Синопе, в Османской империи. Учился в родном городе, а позднее в Великой школе нации в Константинополе.
В 1909 году окончил Халкинскую богословскую школу. В 1908 году был пострижен в монашество в Свято-Троицком монастыре, а после рукоположения в сан диакона, назначен для служения церковь Святой Евфимии в Халкидонскую митрополию.
В 1912 году назначен на должность секретаря (а позднее главного секретаря) Константинопольской патриархии.
В 1918 году хиротонисан во пресвитера и назначен протосинкеллом. В 1920 году назначен исполняющим обязанности управляющего Приконисской митрополией. 20 февраля 1922 года состоялась его архиерейская хиротония во епископа и возведение в достоинство митрополита.
В связи с греко-турецкой войной, эмигрировал в Грецию и 9 октября 1924 года назначен митрополитом Тассоским.
В сентябре 1932 года переведён на Парамитийскую митрополию.
В 1942 году избран митрополитом Драмским.
Скончался 30 сентября 1958 года в Афинах. 3 октября 1958 года похоронен в ограде Преображенского монастыря в городе Драма.